# 船橋市立行田中学校
船橋市立行田中学校（ふなばししりつ ぎょうだちゅうがっこう）は、千葉県船橋市行田にある公立中学校。2015年4月現在、全校生徒数は945人。

## 学区
学区は、近隣小学校のほとんどが集まる。
- 船橋市立行田東小学校
- 船橋市立行田西小学校
- 船橋市立法典西小学校
- 船橋市立塚田小学校

## 沿革
- 1976年（昭和51年） - 開校
- 2013年（平成25年） - 新入生学力テストが始まる。
- 2014年（平成26年） - 2013年4月に3階建ての各1階2学級の新校舎が開設し、現在の校舎は特別支援学級の校舎となる。
- 2015年（平成27年）- 創立40周年を記念して記念誌や記念ファイルなどの発行が行われた。
- 2017年（平成29年）- 合唱部、演劇部創設。

## 歴代校長
- 初代 - 椎名清
- 2代 - 宮島通利
- 3代 - 松本鍵三
- 4代 - 若山優
- 5代 - 藤代實
- 6代 - 松原義修
- 7代 - 子安俊二
- 8代 - 山崎一政
- 9代 - 菊地忠信
- 10代 - 佐藤絹子
- 11代 - 小野沢常裕
- 12代 - 池田義光
- 13代 - 石川誠一
- 14代 - 大月秀夫
- 15代 - 瀬川弘智
- 16代 - 佐藤公康
- 17代 - 鈴木信也

## 部活動
- 陸上競技部
- 卓球部
- ソフトテニス部
- バスケットボール部
- バレーボール部
- サッカー部
- 野球部
- 管弦楽部
- 美術部
- 科学技術部
- 柔道部（2013年4月創設）
- 水泳部（臨時）
- 合唱部（2017年4月創設）
- 演劇部（2017年4月創設）
- 手芸部（2019年4月創設）

この中で、ソフトテニス、バスケットボール、バレーボールの各部は、男女でわかれて活動している。陸上競技部、卓球部は男女わかれず一緒に活動している。
また、定期テスト4日前から諸活動停止期間となり、部活動はできなくなる。

## 生徒会役員
生徒会役員は、会長1名、副会長2名、書記2名、会計2名で構成される。
また、生徒会では、「あじはみそな」というフレーズがある。これは、学校生活の上で基本的なことの頭文字である。
- あ - あいさつをする
- じ - 時間を守る・授業に集中しよう
- は - 話を聞く
- み - みだしなみを整える
- そ - そうじをしっかりと
- な - 仲間を大切にする

## 委員会
- 学年委員会（半年）
- 生活委員会（半年）
- 学習委員会（半年）
- 美化委員会（半年）
- 保健委員会（半年）
- 図書委員会（半年）
- 放送委員会（半年）
- 給食委員会（半年）
- 選挙管理委員会（臨時）
- 体育祭実行委員会（臨時）
- 合唱祭実行委員会（臨時）

## 著名な出身者
- ヒデ（お笑いタレント：ペナルティ）
- 関菜々巳（バレーボール選手：東レアローズ）